# Åke Bylund
Karl Åke Bylund, född 23 november 1948 i Vaxholms församling, död 6 december 2005 i Danderyds församling, var en svensk musiker, skribent och grafolog.

## Musikkarriär
År 1974 bildade Bylund gruppen Chilly Chimes, som kom ut med en singel, Join the Army. Senare under 1970-talet bytte gruppen namn till Mörbyligan, som på kort tid blev ett uppmärksammat proggband. Mörbyligan hörde åren omkring 1980 till landets mer populära grupper med hits som "Ensamma Sussie" och "Snälla pappa". Senare kom Bylund att influeras av Per Engdahls fascistiska rörelse och ockulta företeelser som runmagi. Han hade på 1990-talet ett soloprojekt under namnet Odalmannen, där han underhöll med ofta grovkorniga nationalistiska sånger. Bylund gav ut romanen Vargarna (1996) under pseudonymen Karl Pettersson samt boken Nordisk magi (1995) under författarnamnet Karl Gungner. I den senare boken skriver Bylund bland annat om "utomjordiska arier".
Bylund avled i sviterna av diabetesrelaterad sjukdom 2005; begravningen hölls i Danderyds kyrka.

## Diskografi

### East-West
- 1968 - H-moll blues (singel)
- 1969 - Doctor Brown (singel)

### Chilly Chimes
- 1975 - Join the Army (singel)
- 1975 - Ljud från Friberga (samlingsalbum)

### Mörbyligan/Ligan
- 1978 - Ensamma Sussie (EP)
- 1979 - Världen tillhör dom vackra (singel)
- 1979 - Mörbyligan
- 1980 - Järtecken
- 1980 - Den lille svanslösingen (EP)
- 1980 - Sveriges största singel (samlingsalbum)
- 1982 - Livet (singel)
- 1983 - No 003
- 1984 - 1084
- 1986 - Nordland
- 1993 - Mörbyligan 1978-80 (samlingsalbum)
- 1994 - Live! (livealbum)
- 1994 - Isvakt (samlingsalbum)
- 1994 - Per Engdahl 1909-1994 (minnesskiva)
- 1995 - Tors återkomst (samlingsalbum)
- 1995 - Motstånd - Rock för Sverige 2 (samlingsalbum)
- 2003 - Fest på Valhall (samlingsalbum)

### Åke Bylund Band
- 1981 - Det är dags att sova igen (EP)
- 1985 - Ich Liebe Dich (EP)
- 1986 - Nordland
- 1987 - Livets karusell (singel)
- 1994 - Isvakt (samlingsalbum)

### Rags
- 1985 - Annorlunda (singel)
- 1994 - Per Engdahl 1909-1994 (minnesskiva)

### Margoth & the Jabs
- 1988 - Child of the Northern Lights (singel)
- 1995 - Tors återkomst (samlingsalbum)
- 2003 - Fest på Valhall (samlingsalbum)

### Odalmannen
- 1994 - Live in Club Valhalla
- 1996 - Svenskodlat